# 프렌즈레이싱
프렌즈레이싱은 카카오프렌즈 IP를 활용하여 2018년 출시한 모바일 운영체제 기반의 레이싱 게임이다. 프렌즈게임시리즈 중 첫 풀 3D게임이자, 기존에 줄곧 다루던 장르였던 퍼즐과 보드게임에서도 탈피한 야심작이다. 이번 작만큼은 캐주얼 게임이 아니고 미드코어 게임이라고 보는 시각도 있다.
2018년 9월 20일 개최된 '카카오게임즈 미디어데이: 2018 프리뷰'에서 처음 공개, 9일간의 모바일 게임임에도 이례적으로 출시 안정화를 위한 오픈 베타 서비스 후 10월 26일 정식 서비스로 전환했다. 사전예약수는 150만명 이상이다. 오픈 베타 기간중에도 양대마켓 인기 순위 한자리수를, 정식 서비스 후에는 1위에도 올랐다.
풀 3D로 표현된 카카오프렌즈 캐릭터들은 시리즈 중 최초로 캐릭터 음성까지 반영했다. 반면에 게임 플레이 및 구성 자체는 여느 레이싱 게임과 너무 다르지 않아서 마리오 카트와 표절 논란까지 있을 정도로 장르의 유사성이 너무 짙다. 프렌즈레이싱만의 독특한 점을 찾자면 공중 점프를 할때의 간혹 등장하는 미니게임을 맞추면 다른 유저들보다 고점을 확보할 수 있다는 점, 카트를 4개의 파츠별로 조립해 나만의 카트를 만들 수 있고, 휠이라는 시스템이 있어 얼음맵에선 덜 미끄러질 수 있는 바퀴를, 잔디 맵에선 수풀을 더 빠르게 헤쳐나갈 수 있는 바퀴를 끼는 등 랜덤맵에 대응 할 수 있는 다양하고 고성능의 휠의 확보가 중요하다는 점이 있다. 레이싱 게임임에도 불구하고 속도감이 느린편이다.

## 후속작
프렌즈레이싱 다음작으로 프렌즈레이싱 듀오가 출시되었다. 거의 비슷하지만 카트의 이름, 캐릭터 이름 등 많은 것이 변경되었다 그리고 대표적으로 바뀐점은 2개의 카트를 번갈아가면서 쓸수있는 기능과 화질, 등이 대표로 변경되었다.

## 콜라보
- 2018년 배틀그라운드 X 프렌즈레이싱
- 2018년 현대자동차 X 프렌즈레이싱
- 2019년 불스원샷 X 프렌즈레이싱[10][11]

## 행사
- 2018년 지스타 참가